# Comic Con Experience
Comic Con Experience（CCXP, コミック・コン・エクスペリエンスもしくはコミコン・エクスペリエンス）は、漫画、テレビシリーズ、映画、ビデオゲーム、文学を扱うブラジルのエンターテイメント祭。
第1回はサンパウロで2014年12月に開催され、Omeleteのサイト、コレクティブショップPiziitoysとアーティストChiaroscuroの代理店によって企画された。推定10万人が訪れ、80社が参加した。ゲスト出演者には、Game of ThronesのJason MomoaとThe GooniesのSean AstinとLord of the Ringsが含まれていた。